# Cratere Whewell

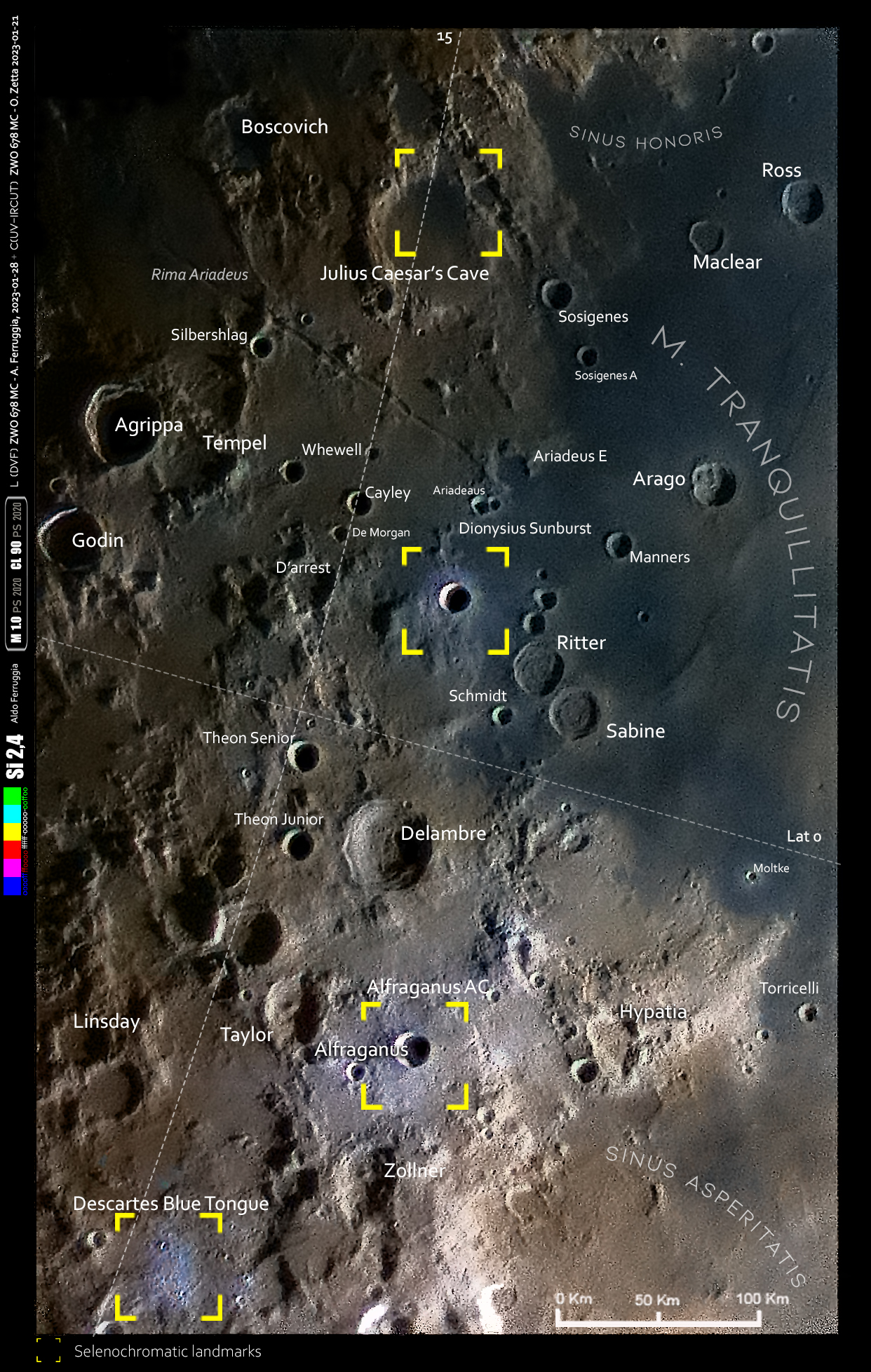
Il cratere (in alto a sinistra) con le strutture vicine in una Immagine Selenocromatica(Si)

Whewell è un cratere lunare di 13,05 km situato nella parte nord-orientale della faccia visibile della Luna.